# Karl Frey (Ingenieur)
Karl Andreas Ludwig Frey (* 21. Juni 1844 in Darmstadt; † 26. Juni 1928 ebenda) war ein deutscher Ingenieur und Eisenbahndirektor.

## Leben

### Herkunft und Familie
Karl Frey wurde als Sohn des hessischen Generals Georg Frey (1807–1890) und dessen Ehefrau Emilie Schleiermacher (1818–1894, Tochter des Bibliothekars Andreas Schleiermacher) geboren und wuchs mit seinen Geschwistern Maria (1848–1904), Ernst (1851–1905, Chemiker), Caroline (1860–1937) und Charlotte (1876–1961) auf.
Er hatte ein Studium im Bauingenieurwesen abgeschlossen und war zunächst als Sektionsingenieur bei der Hessischen Ludwigsbahn beschäftigt, die sich zu eine der größten deutschen Privatbahnen entwickelte. Dort wurde er am 14. Oktober 1884 zum Betriebskontrolleur bestellt und hatte damit die verantwortliche Aufsicht über sämtliche Betriebsabläufe. Am 25. Januar 1897 wechselte er in den Vorstand der Eisenbahnbetriebsinspektion Bingen, deren Direktor er wurde. Für seine erfolgreichen Tätigkeiten wurde er mehrfach ausgezeichnet.

## Familie
Er war mit Johanna Koch (1854–1929) verheiratet. Aus der Ehe sind die Kinder Martha (1880–1929, ⚭ Georg Schmitt), Herma (1881– nach 1940, Malerin), Eugen (1884–1967, Farmer in Mexiko und Guatemala), Elisabeth (1898–1972), Emmy (1890–1976, ⚭ Ludwig Boedicker) und Maria (* 1895, ⚭ Otto Köhler) hervorgegangen.

## Orden und Ehrungen
- 25. November 1901 Verdienstorden Philipps des Großmütigen Ritter I. Klasse
- 10. Juli 1909 Geheimer Baurat
- 12. März 1910 Orden vom Zähringer Löwen (Ritter I. Klasse)
- 26. November 1910  Sankt-Stanislaus-Orden Ritter II. Klasse